# Trecchina
Trecchina é uma comuna italiana, ao sul da Itália, na região da Basilicata, província de Potenza, com cerca de 2.404 habitantes. Estende-se por uma área de 37 km², tendo uma densidade populacional de 65 hab/km². Faz fronteira com Lauria, Maratea, Nemoli, Rivello, Tortora (CS).

## Demografia
| Variação demográfica do município entre 1861 e 2011                               |
|                                                                                   |
| Fonte: Istituto Nazionale di Statistica (ISTAT) - Elaboração gráfica da Wikipedia |